# Anthaxia lucens
Anthaxia lucens ist ein Käfer aus der Familie der Prachtkäfer. Die artenreiche Gattung Anthaxia ist in Europa mit vier Untergattungen vertreten, Anthaxia lucens wird zur Untergattung Anthaxia s. s. gerechnet, die in Europa mit 47 Arten vertreten ist. Anthaxia lucens ist sehr leicht mit dem Kirschprachtkäfer Anthaxia candens oder bei oberflächlicher Betrachtung mit dem Fleckhals-Prachtkäfer Anthaxia fulgurans zu verwechseln. Die Art tritt in Europa nur in der Unterart Anthaxia lucens lucens auf, in Kleinasien werden zwei weitere Unterarten angetroffen.

## Bemerkungen zum Namen
Der Käfer wurde 1852 von Küster erstmals beschrieben. Der Namensteil lucens von lat. „lūcens“ für „leuchtend“ bezieht sich nach der Beschreibung von Küster auf die Färbung der Unterseite des Käfers im Vergleich mit der des Kirschprachtkäfers.
Der Gattungsname Antháxia leitet sich aus altgriechisch άνθος ánthos, deutsch ‚Blüte‘ und άξιος áxios, deutsch ‚wert‘ her und bezieht sich darauf, dass die meisten Arten der Gattung bunt gefärbt sind.
Von Ganglbauer wurde 1882 eine Varietät phoenicea beschrieben, die sich durch einen schwarzen Kopf und Halsschild auszeichnet. Sie wird heute als Unterart Anthaxia lucens phoenica geführt. Der Name phoenica oder phoenicea bezieht sich auf den Fundort bei Beirut in Phönizien.
Ebenfalls 1882 wurde Anthaxia urens von Abeille de Perrin als neue Art beschrieben, in der Folgezeit jedoch als schwarze Variante von Anthaxia lucens eingestuft und die beiden Namen als Synonyme betrachtet. 2006 wurde die Variante von Bílý zur Unterart Anthaxia lucens urens aufgewertet. Der Name ist von lat. urens für brennend abgeleitet und bezieht sich auf die schwarze Grundfarbe der Flügeldecken mit rotem Rand.

## Beschreibung des Käfers
|                                       |                                              |
| Abb. 1: Aufsicht                      | Abb. 2: Seitenansicht                        |
|                                       |                                              |
| Abb. 3: Behaarung der Stirn           | Abb. 4: Brustschild, linkes hinteres Viertel |
|                                       |                                              |
| Abb. 5: Spitze der linken Flügeldecke |                                              |

Die flach gebauten Käfer werden sechseinhalb bis neun Millimeter lang. Sie sind matt glänzend bunt gezeichnet und oberseits sehr fein weiß behaart. Die Unterseite ist heller und wird am Hinterleib fast erzgrün. Der starke Glanz der Unterseite wird durch eine dichte anliegende Behaarung geschwächt. An den Seiten sieht man unter dem Flügeldeckenrand weiße Flecken (Abb. 2).
Der Kopf ist zwischen den großen Augen leicht niedergedrückt. Die Stirn ist weißlich abstehend behaart (Abb. 3). Der Kopf ist dicht mit Nabelpunkten punktiert. Die schwarzen, elfgliedrigen Fühler reichen bis zur Basis des Halsschilds. Sie sind ungewöhnlich dünn und nur schwach gesägt.
Der Halsschild ist grün bis blau mit zwei sehr breiten, wenig getrennten schwarzen Längsbinden. Zwischen diesen verläuft ein deutlicher Längseindruck, der sich vorn und hinten verschmälert. Der Halsschild ist ein zwei Drittel mal so breit wie lang. Er ist vorn doppelt gebuchtet und an den Seiten mäßig gerundet mit der breitesten Stelle vor der Mitte. Hinten ist er annähernd gerade abgeschnitten, aber anders als beim Kirschprachtkäfer eher schwach konvex nach hinten gebogen als doppeltbuchtig. Die Hinterwinkel sind über 90°. Neben den Hinterwinkeln befindet sich ein vorn auswärts gebogener Längseindruck. Der Halsschild ist netzartig nur schwach quer gerunzelt, zu den Seiten hin bilden die Netzmaschen Nabelpunkte (Abb. 4). Der Rücken des Halsschilds verbreitert sich nach hinten wenig, während er beim Kirschprachtkäfer sich eher nach vorn verbreitert.
Das sehr dunkle grünblaue Schildchen ist rundlich herzförmig. Es ist scheinbar glatt, erst bei starker Vergrößerung erkennt man feine Querrunzeln.
Die Flügeldecken sind nicht breiter als der Halsschild. Sie enden einzeln verrundet mit feinen spitzigen Randzähnen (Abb. 5). Sie sind schuppenartig gekörnt und kaum gerunzelt. Die Flügeldecken sind überwiegend rotgold. An der Basis sind sie grünblau, und diese Farbe setzt sich entlang der Flügeldeckennaht keilförmig bis vor die Flügeldeckenmitte fort. Der grünblaue Bereich wird nach außen und hinten durch einen schwarzblauen Bereich eingerahmt, dessen Form an einen dickstieligen, sich eben öffnenden Pilzes erinnert, dessen Spitze in dem Bereich liegt, in dem sich die Flügeldecken bereits wieder verengen. Man nennt diesen Fleck wegen seiner Form Löffelmakel. Ein gleichfarbiger länglicher Fleck befindet sich beiderseits hinter den Schultern am Rand der Flügeldecken.
Die Beine sind schwarzblau, die Tarsen fünfgliedrig.
Anders als beim Kirschprachtkäfer ist das letzte Bauchsegment beim Weibchen nicht an der Spitze dreieckig ausgeschnitten, sondern abgestutzt und in der Mitte nur schwach konkav ausgeschnitten.

## Biologie
Die Käfer findet man in Griechenland von Mitte April bis Mitte Juli in lockerem, mit Wiesenstücken durchsetztem Buschwald der Ebene und der tieferen Berglagen, in Streuobstflächen, Olivenhainen und Weingärten. Er hält sich häufig auf den Blüten von Weißdorn und Mandelbäumen auf. Die Larven entwickeln sich in Mandelbäumen sowie in anderen Arten der Gattung Prunus.

## Vorkommen
Der pontomediterran verbreitete Käfer Anthaxia lucens ersetzt den Kirschprachtkäfer im Süden, wird dort auch z. T. zusammen mit diesem (syntop) gefunden. Man findet ihn in Italien, auf Malta und Sizilien, in Slowenien, Kroatien, Nordmazedonien, Ungarn, Albanien und Griechenland mit den Nordägäischen Inseln und Kreta. Er wird auch aus Kleinasien und Syrien gemeldet.